# Демонополізація
Демонополізація — здійснювана державою та її органами політика, спрямована на стримування монополізму (переважання на ринку одноосібного виробника, постачальника, продавця) й одночасно на розвиток конкуренції, шляхом сприяння створенню та існуванню конкуруючих підприємств, фірм, компаній тощо.

## Демонополізація в Україні
Політика демонополізації рівнозначна деолігархізації України, тобто вся економіка, що знаходиться в руках сотні сімей буде рівномірно розподілена між всіма громадянами України та буде сприяти розвитку середнього бізнесу, появі середнього класу, що так необхідний для благополуччя нашої країни. 
Ніхто з політиків не буде просувати та приймати закон про демонополізацію, тому що такий крок є невигідним для їхніх «замовників», що вклали кошти у виборчу кампанію певного депутата.
Виконавчим органом, що здійснює політику демонополізації в державі є Антимонопольний комітет України [Архівовано 24 березня 2017 у Wayback Machine.].